# Hideki Sahara
Hideki Sahara (佐原 秀樹?, Sahara Hideki; Prefettura di Kanagawa, 15 maggio 1978) è un ex calciatore giapponese, di ruolo difensore.